# Weverwijk
Weverwijk is een buurtschap in de gemeente Vijfheerenlanden in de provincie Utrecht. Het is gelegen langs de gelijknamige kade. De buurtschap is een vorm van lintbebouwing. De buurtschap ligt iets ten noorden van de kern Nieuwland, ten oosten van Meerkerk en ten westen van Leerbroek. De buurtschap is ongeveer 2 km lang en grenst aan het Merwedekanaal. De buurtschap telt ongeveer 350 inwoners.
Steden: Ameide · Leerdam · Vianen      Dorpen: Everdingen · Hagestein · Hei- en Boeicop · Hoef en Haag · Kedichem · Leerbroek · Lexmond · Meerkerk · Nieuwland · Schoonrewoerd · Tienhoven aan de Lek · Zijderveld
Buurtschappen: Achterdijk · Achthoven · Broek · Diefdijk (Vijfheerenlanden) · Diefdijk (Vijfheerenlanden en West Betuwe) · Geer · Helsdingen · Hoogeind · Hoogewaard · Kortenhoeven · Kortgerecht · Lakerveld · Middelkoop · Loosdorp · Oosterwijk · Ossenwaard · Overboeicop · Overheicop · Sluis · Tienhoven (Everdingen) · Weverwijk
Utrecht: Steden en dorpen in Utrecht      Nederland: Provincies · Gemeenten